# Связь в Туркменистане
Телекоммуникации в Туркменистане — отрасль туркменской экономики.

## Сотовая связь
Сотовая связь в Туркменистане осуществляется в формате GSM.

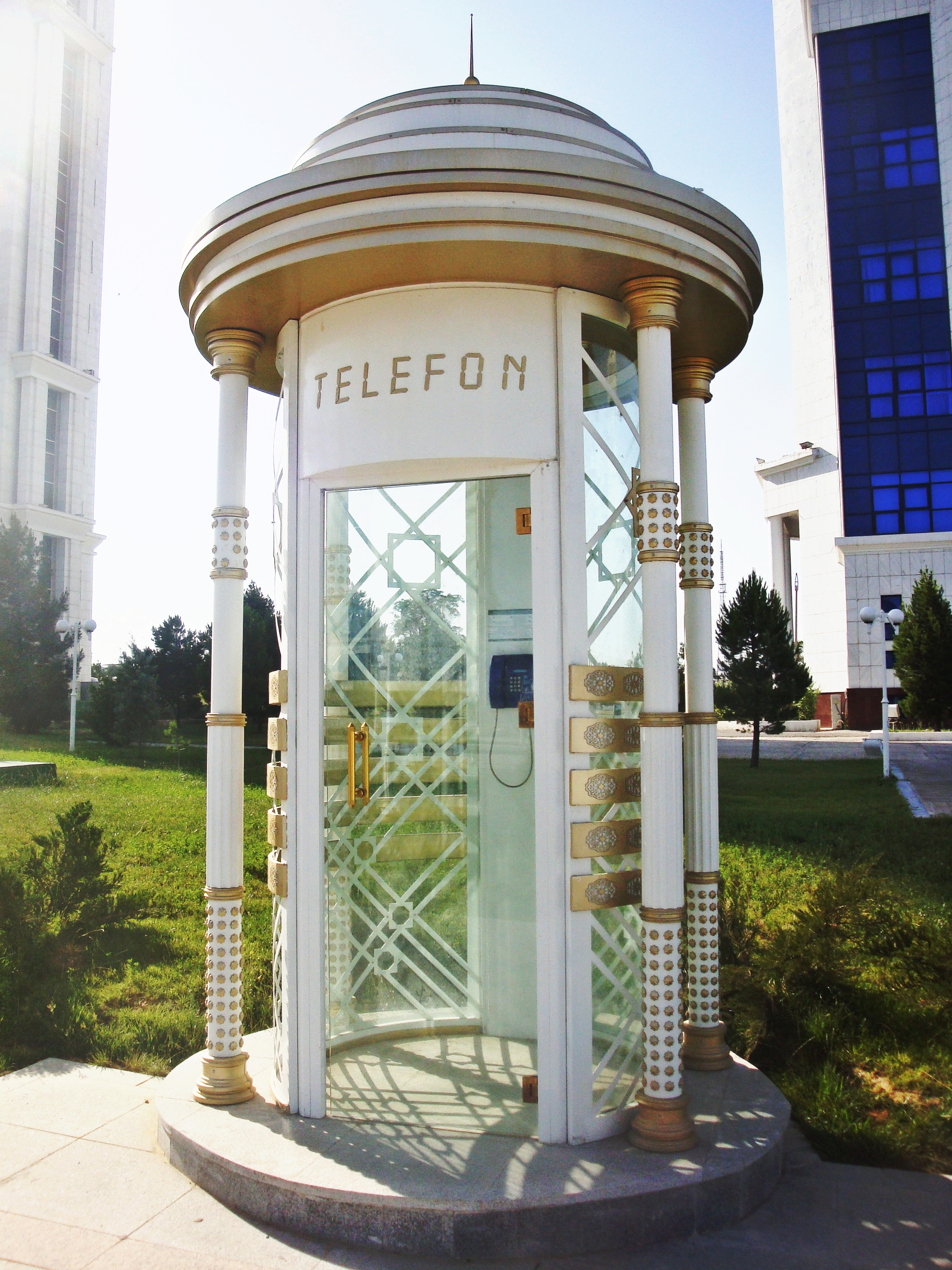
Телефонная будка в Туркменистане

В формате GSM функционирует один сотовый оператор: «Алтын Асыр». Является компанией-монополистом, в 2010 году компания обслуживала более 500 тысяч абонентов.
На 2010 год лидером являлась компания «МТС-Туркменистан» с 2,4 млн абонентов, однако 21 декабря 2010 года компания МТС приостановила оказание услуг связи, то есть у всех абонентов компании (2,4 млн.человек) была отключена связь. В этот же день в официальном сообщении головной компании «МТС» (Россия) говорилось, что «Компания подала иск в Международный Арбитражный суд при Международной Торговой Палате о ряде нарушений трехстороннего соглашения со стороны Министерства связи Туркменистана, а также обратилась с иском в Арбитражный суд Туркменистана в связи с вышеупомянутым уведомлением о приостановке действия лицензий BCTI».* 30 августа 2012 «МТС-Туркменистан» возобновил свою работу и начал предоставлять услуги мобильной связи жителям Туркменистана.

### Абоненты мобильной связи
3.198.000 (на 2009 год)

Место страны в мире: 117.

## Интернет
Туркменистан получил доступ к Интернету в 1997 году по контракту с MCI Communications (позже MCI WorldCom). Небольшое количество независимых провайдеров Интернет-услуг были вынуждены прекратить свою деятельность в 2001 году, когда Туркментелеком стал монополистом на предоставление услуг передачи данных. Зависимость от дорогих спутниковых каналов ограничивала доступность Интернета всего двумя тысячами абонентов. Для модернизации магистрали Интернета Министерство связи подписало контракт с TATA Communications на маршрутизацию трафика по оптоволоконному каналу Азия — Европа . В результате этого развития Туркментелеком начал предлагать доступ к высокоскоростному Интернету по технологии ADSL для потребителей в Туркменистане.
В 2008 году МТС начал предлагать интернет-услуги абонентам мобильной связи через GPRS. Altyn Asyr был первым, кто запустил услугу мобильного интернета 3G на скорости 2 Мбит/с в марте 2010 года. Этот шаг удивил мобильных клиентов, так как провайдер был известен более низкими, но более дешевыми услугами. В 2013 году Altyn Asyr запустил сеть 4G на базе LTE. В 2013 году стало возможным неограниченное использование интернета, что привело к снижению общей стоимости услуг от Туркментелеком.

### Интернет-домен

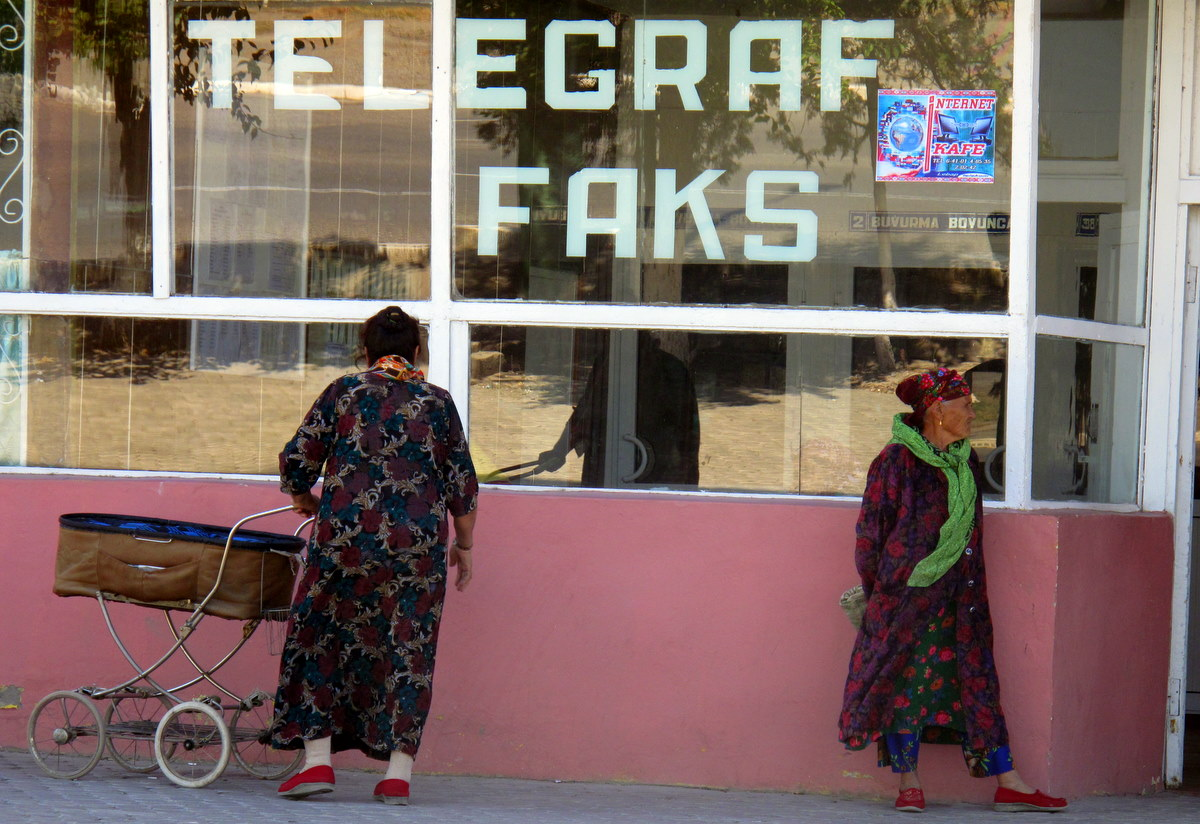
Интернет-кафе в Туркменистане (2009)

.tm

### Интернет-хосты
794 (на 2010 год)

Место страны в мире: 172

### Интернет-пользователи
80.400 (на 2009 год)

Место страны в мире: 165

## Спутниковая связь
Запуск первого туркменского спутника связи ТуркменСат-1 запланирован к запуску в марте 2015 года, срок службы спутника — 15 лет. Спутник был запущен на борту SpaceX Falcon 9. Спутник построен французской компанией Thales Alenia Space и относится к семейству Spacebus 4000. Спутник охватывает Европу и значительную часть азиатских стран и Африки и будет иметь передачу для телевидения, радиовещания и Интернета. Работа спутника контролируется Национальным космическим агентством Туркменистана .